# Đường A5058
Đường A5058, còn được gọi là Queens Drive (Đường Nữ hoàng) để mô tả chiều dài của nó, là một đường vành đai chính ở thành phố Liverpool, Anh. Nó là một phần của đường A5058 kết nối với Đồi Breeze ở Bootle, ở giao lộ với A59, với Thung lũng Aigburth trong Allerton. Con đường được thiết kế bởi kỹ sư dân sự John Alexander Brodie.